# Clever Dusseau
Clever Dusseau (Buenos Aires, Argentina; 26 de julio de 1935 - Ibídem; 24 de enero de 2017) fue una cantante melódica y actriz de cine, teatro, televisión y fotonovelas argentina.

## Carrera
Reconocida actriz, desde muy joven estudió teatro e interpretación, debutando profesionalmente a comienzos de 1960. Estudió de joven en el  Instituto Santa Juana de Arco Cruz Alta.
En cine actuó en cinco películas dirigidas por Carlos Rinaldi: Yo quiero vivir contigo (1960), con Alberto de Mendoza,  Pimienta (1966), con Lolita Torres y L. Sandrini (donde se lució con un tango), Mi amigo Luis (1972),  con Luis Sandrini y Ángel Magaña, Andrea (1973) protagonizada por Andrea Del Boca y El diablo metió la pata (1980), con Luis Sandrini, Enzo Viena, Luis Tasca y María Aurelia Bisutti.
También compartió temporadas teatrales con artistas como Luisa Vehil, Ámbar La Fox, y la dupla María Vaner/Leonardo Favio, con quienes actuó en Un amor en Roma. También en La revolución de las macetas, junto a Luis Brandoni, en el Teatro General San Martín, y en Buenos Aires en mufa mayor. Además tuvo amplio desempeño en la publicidad y en la fotonovela, junto a figuras como Pablo Moret, Carlos Casas, Raúl Aubel y Oscar Casco.
Falleció por complicaciones naturales de su salud el 26 de enero de 2017. Sus restos descansan en el panteón de la Asociación Argentina de Actores del Cementerio de la Chacarita. Su hija Carla Josefina Victorio también incursionó como actriz. Le dio un nieto de nombre Valentino.

## Filmografía
- 1981: Las vacaciones del amor
- 1980: El diablo metió la pata.
- 1973: Andrea.
- 1972: Mi amigo Luis.[2]
- 1966: Pimienta.
- 1960: Yo quiero vivir contigo.

## Publicidades
- Avisos publicitarios de  Supermercados Gigante, para el programa Sábados circulares , junto a Pipo Mancera, Guillermo Cervantes Luro y Andrea Drago.[3]

## Teatro
- Doña Rosita la soltera, con Luisa Vehil, Teresita Giovannini y Georgina Brid.[4]
- Un amor en Roma
- La revolución de las macetas.[5]
- Buenos Aires en mufa mayor
- Fuego en el rastrojo
- Ollantay, en el Teatro Cervantes, con dirección de José Petraglia, con gran elenco.[6]

## Fotonovelas
- El circo del odio con Pablo Moret, para la Revista Salomé.